# Zoli Tóth
Zoltán ”Zoli” Tóth (n. 25 noiembrie 1976, Timișoara, România)  este muzician, antreprenor, activist ecologist, realizator de programe radio și profesor de percuție din România.   
A fondat trupa SISTEM (2000) și împreună, au câștigat primul premiu pentru România la Eurovision alături de Luminița Anghel cu piesa ”Let me try” în anul 2005. Ca activist ecologist, a susținut numeroase organizații non-guvernamentale și proiecte de mediu: Greenpeace România, WWF România, Let’s Do It, Romania!, Asociația MaiMultVerde, Asociația Recolamp, etc.
In prezent concertează în țară și strainatate cu noul sau proiect de muzica electronica. In anul 2021 Zoli TOTH lanseaza primul sau album solo, Better Together și sustine mai multe concerte alaturi de Young Beats - Cantus Mundi.
Din anul 2010 Zoli Toth este moderatorul si realizatorul emisiunii Ecofrecvența , cea mai longevivă emisiune dedicata protecției mediului din Romania. În prezent emisiunea este difuzată la Rfi România.
Locuiește în București, este căsătorit și are două fiice.

## Biografie
Zoli Tóth s-a născut într-o familie de muzicieni: mama, Flora, este profesoară de pian si dirijor de cor, iar tatăl, Alexandru, a fost corist la Filarmonica Banatul din Timișoara și profesor de clarinet la liceul de muzică din oraș. Fratele lui mai mare, Tibor, cântă la contrabas în cadrul Filarmonicii din Macao.
Între 1991-1995, a urmat Liceul de Muzică „Ion Vidu” din Timișoara, secția Percuție, câștigând mai multe premii la olimpiadele naționale de muzică. După liceu, s-a mutat în Cluj-Napoca și a continuat studiile muzicale și colaborările cu diferite instituții muzicale. Între 1996 și 1998, a fost angajat al Operei Maghiare, iar între 1996 și 2002 a colaborat cu Filarmonica de Stat Transilvania din Cluj-Napoca și mai multe filarmonici din țară. 
În 2000, a absolvit cu nota 10 Academia de Muzică „Gh. Dima” din Cluj-Napoca, specializarea solist intrumentist, profesor de muzică. În această perioadă, a intrat în Ansamblul de Percuție al Academiei de Muzică „Gh. Dima” condus de Prof. Dr. Grigore Pop. A cântat regulat în stagiunea Academiei de Muzică din Cluj-Napoca piese cunoscute de public, dar și piese în primă audiție absolută. Aici a prins gustul cântatului în formație, a avut numeroase recitaluri în țară și în străinătate și a imprimat pentru radio și TV.  
Între 2000 și 2002, a fost profesor de instrument și muzică de cameră la Liceul de Muzică „Sigismund Toduța” din Cluj-Napoca unde a predat percuție. Împreună cu elevii cărora le-a fost profesor, Zoli Tóth a câștigat trei premii întâi la olimpiadele naționale de muzică, secțiunea Percuție. În 2003, a absolvit Masteratul în Stilistica interpretării instrumentului la Academia de Muzică „Gh. Dima” din Cluj-Napoca.

## Cariera muzicală
În 1997, Zoli Tóth a pus bazele trupei de percuție Hans’n’feet Quartet. În perioada 1996-2002, a făcut parte din Ansamblul de Percuție al Academiei de Muzică „Gh. Dima” din Cluj Napoca. În aceeași perioadă, Zoli Tóth susține mai multe recitaluri în calitate de solist instrumetist, interpretând în prima audiție absolută mai multe lucrări ale celor mai cunoscuți compozitori clujeni ai vremii (Ede Tereny, Peter Szego etc.).
În 2010, compozitorul Adrian Enescu i-a dedicat piesa Domino. Ulterior, Zoli Tóth a început să cânte ca solist percuționist cu Orchestra Radio din Bucuresti și cu Filamonica de Stat Banatul din Timișoara alături de maestrul Horia Andreescu, unul dintre cei mai mari dirijori ai României, și de Radu Popa. Cele mai importante apariții sunt la Festivalul George Enescu în 2011, 2013 si 2015 la București.
În august 2015, Zoli Tóth realizează unul dintre cele mai complexe concerte de fusion din România. 21 de instrumentiști, videoproiecție realizată special pentru acest concert și efecte pirotehnice au adunat, în premieră în România pentru un astfel de gen muzical, peste 5000 de spectatori.
Din iulie 2018, Zoli Tóth este coordonatorul ansamblurilor de percuție din programul național de integrare socială prin muzica “Cantus Mundi”. Alături de copiii din proiectul "Cantus Mundi" Zoli Tóth a susținut deja mai multe concerte în țară, cel mai important fiind cel din 2019 la Festivalul Internațional  "Cerbul de Aur". În 2021 Young Beats colaborează cu Corul Național de Cameră " Madrigal" fiind prezent pe albumul Ave Maria cu piesele "Ave Maria" - G.Caccini și "Benedictus" - Jacob de Haan. Ambele aranjamente pentru ansamblu de percuție sunt create de Zoli. Tot în același an Zoli Tóth și Young Beats sunt invitați să susțină 5 concerte la Expoziția Mondială din Dubai, primul dintre ele fiind chiar deschiderea pavilionului României la Expo2020.
În 2018, Zoli Tóth susține spectacolul solo Home Alone la ARCUB. În anul 2021 Zoli Tóth lansează primul sau album solo, Better Together în format digital, pe CD și Vinil.

### Formația Sistem
În anul 2000 ia naștere trupa Sistem: șase percuționiști profesioniști cântând la butoaie de metal și plastic și alte accesorii muzicale neconvenționale. Din anul 2002, formula SISTEM este neschimbată: Robert Magheti, Florin Romașcu, Claudiu Purcarin, Ciprian Rogojan și Zoli Tóth. Împreună au lansat patru albume, au avut 11 single-uri Number One în topurile din România, numeroase concerte în țară și în străinătate și au câștigat locul III la Eurovision în 2005 alături de Luminița Anghel cu piesa „Let me try”. Alături de SISTEM au mai cântat: Alexandra Ungureanu, Simona Nae, Andrei Japhet, Stela Anita, Lucia Dumitrescu, Natalia Barbu, Miki, Andra, Loredana Groza, Grigore Leșe și formația Deep Central. 

### Zoli Tóth Project
Zoli Tóth Project este numele proiectul artistic sub care Zoli Tóth își desfășoară activitatea muzicală din anul 2013, în ceea ce privește cântatul într-un grup muzical.
Cu ajutorul compozitorului Adrian Enescu, Zoli Tóth produce spectacolul Bach In ShowBiz compus din 18 variațiuni pe teme de J. S. Bach adaptate anilor 2020. Peste 30 de spectacole în mai puțin de 6 luni fac ca acest proiect să fie un succes încă de la începuturile lui. Genurile pop, rock și electro se regăsesc cu succes în proiectul care s-a dezvoltat și în 2015 prin colaborări inedite cu muzicieni, actori și regizori celebrii din România. Susține în 2015, în cadrul Festivalului George Enescu, spectacolul The Bach Files.
Odată cu susținerea recitalului din finala Eurovision Romania 2016, Zoli Tóth lansează conceptul COCOON.
COCOON este un show premium, care combină sonoritați industriale produse din lovirea energică a nicovalelor, cuvelor de inox și a butoaielor de metal, cu cele calde, rezultate din acompaniamentul orchestrei simfonice și cu sound-ul modern și electro al sintetizatoarelor. Mișcarea scenică, efectele speciale cu apă, foc, sau CO2, design-ul de lumini și efectele video sunt de asemenea ingrediente importante în acest show.

## Activism ecologic
Ca activist ecologist, a susținut numeroase organizații non-guvernamentale și proiecte de mediu: Greenpeace România, WWF România, Let’s Do It, Romania!, Asociația MaiMultVerde, Asociația Recolamp, etc. Prima cauză „verde” în care s-a implicat Zoli Tóth a fost susținerea interzicerii cianurii în minerit în România alături de Coaliția România fără Cianuri în 2007, din care făcea parte și Greenpeace România. Zoli Tóth a prezentat două sezoane ale emisiunii Green Report pe TVR1 în 2008-2009. Din anul 2009 până în prezent realizează și moderează emisunea EcoFrecvența la Național FM.

## Antreprenoriat
Zoli Tóth este asociat în compania Star Management, una dintre primele companii de impresariat și evenimente din România. Printre proiectele realizate de Star Management se numără Battle of Songs (primul concurs de compoziție privat din România), ImpresarOnline.ro (primul web site de rezervări artiști online din România), Star PR (PR pentru concerte cu artiști străini), Academia de Showbiz și managementul trupei SISTEM.

## Premii și distincții
- Discul de Aur pentru Albumul Intră’n Sistem (2002)
- Premiul al III-lea la Concursul Muzical Eurovision alături de Sistem și Luminița Anghel (2005)
- Artistul anului alături de trupa Sistem – Radio România Actualități (2005)
- Premiul I la Olimpiada națională de muzică (Constanța, 1994)
- Premiul al II-lea la Concursul Național de Percuție Solo (București, 1998)
- Premiul "Barbatul Anului" Revista Men's Health (2017)

## Viața personală
Locuiește în București, este căsătorit și are două fiice.